# Oblast de Volhynie
Pour les articles homonymes, voir Volhynie (homonymie).
L’oblast de Volhynie (en ukrainien : Волинська область, Volyns’ka oblast’) est une subdivision administrative du nord-ouest de l’Ukraine. Son territoire recouvre une partie de la région historique de Volhynie. Sa capitale est la ville de Loutsk. Il compte 1 million d'habitants en 2021.

## Géographie
L'oblast de Volhynie couvre une superficie de 20 144 km2, au nord-est de l'Ukraine. Elle est bordée au nord par la Biélorussie, à l'est par l'oblast de Rivne, au sud par l'oblast de Lviv et à l'ouest par la Pologne. La rivière Boug, affluent de la Vistule, marque la frontière polonaise. L'oblast est traversé par les rivières Touria, Stokhid et Styr, affluents du Pripiat.

## Organisation administrative
Jusqu'à la réforme administrative en Ukraine en 2020, l'oblast de Volhynie était subdivisée en 16 raïons et quatre municipalités : Kovel, Loutsk, Novovolynsk et Volodymyr-Volynskyï ces dernières étant directement subordonnées au gouverneur de l'oblast.
Les 16 raïons étaient : Chatsk, Horokhiv, Ivanytchi, Kamin-Kachyrskyï, Kivertsi, Kovel, Lioubechiv, Liouboml, Lokatchi, Loutsk, Manevytchi, Ratne, Rojychtche, Stara Vyjivka, Touriïsk et Volodymyr-Volynsky.
La réforme administrative de 2020 a regroupé les raïons, désormais au nombre de quatre :
- Raïon de Kamin-Kachyrskyï
- Raïon de Kovel
- Raïon de Loutsk
- Raïon de Volodymyr

## Histoire
L'oblast de Volhynie fut fondée le 4 décembre 1939, après l'invasion et l'annexion de la Pologne orientale par l'Union soviétique, consécutives à la signature du Pacte germano-soviétique.

## Population

### Démographie
Recensements (*) ou estimations de la population :
| 1959*   | 1970*   | 1979*     | 1989*     | 2001*     | 2009      | 2010      |
| ------- | ------- | --------- | --------- | --------- | --------- | --------- |
| 890 456 | 974 454 | 1 015 584 | 1 061 181 | 1 060 694 | 1 036 221 | 1 036 665 |

| 2011      | 2012      | 2013      | 2014      | 2015      | 2021      | - |
| --------- | --------- | --------- | --------- | --------- | --------- | - |
| 1 037 149 | 1 038 598 | 1 039 958 | 1 041 303 | 1 042 918 | 1 027 397 | - |

| Année | Population | Naissances annuelles | Décès annuels | Solde naturel annuel | Taux de natalité (‰) | Taux de mortalité (‰) | Solde naturel (‰) | Indice de fécondité |
| ----- | ---------- | -------------------- | ------------- | -------------------- | -------------------- | --------------------- | ----------------- | ------------------- |
| 1990  | 1 063 400  | 16 377               | 12 069        | 4 308                | 15,3                 | 11,3                  | 4,0               | 2,29                |
| 1991  | 1 069 000  | 15 227               | 13 023        | 2 204                | 14,2                 | 12,2                  | 2,0               | 2,12                |
| 1992  | 1 072 700  | 16 124               | 13 508        | 2 616                | 15,0                 | 12,6                  | 2,4               | 2,23                |
| 1993  | 1 077 600  | 15 540               | 14 042        | 1 498                | 14,4                 | 13,0                  | 1,4               | 2,11                |
| 1994  | 1 080 700  | 14 769               | 14 547        | 222                  | 13,7                 | 13,5                  | 0,2               | 1,98                |
| 1995  | 1 078 300  | 13 598               | 14 730        | -1 132               | 12,6                 | 13,7                  | -1,1              | 1,81                |
| 1996  | 1 076 600  | 13 467               | 14 519        | -1 052               | 12,5                 | 13,5                  | -1,0              | 1,78                |
| 1997  | 1 075 100  | 12 897               | 14 525        | -1 628               | 12,0                 | 13,5                  | -1,5              | 1,71                |
| 1998  | 1 073 100  | 12 619               | 14 042        | -1 423               | 11,8                 | 13,1                  | -1,3              | 1,67                |
| 1999  | 1 071 500  | 11 798               | 14 690        | -2 892               | 11,0                 | 13,7                  | -2,7              | 1,55                |
| 2000  | 1 067 700  | 11 924               | 14 929        | -3 005               | 11,2                 | 14,0                  | -2,8              | 1,56                |
| 2001  | 1 064 000  | 11 431               | 14 742        | -3 311               | 10,8                 | 13,9                  | -3,1              | 1,48                |
| 2002  | 1 060 694  | 11 780               | 14 854        | -3 074               | 11,1                 | 14,1                  | -2,7              | 1,50                |
| 2003  | 1 054 700  | 11 883               | 15 459        | -3 576               | 11,3                 | 14,7                  | -3,4              | 1,51                |
| 2004  | 1 048 788  | 12 468               | 15 175        | -2 707               | 11,9                 | 14,5                  | -2,6              | 1,54                |
| 2005  | 1 044 777  | 12 756               | 16 012        | -3 256               | 12,2                 | 15,4                  | -3,2              | 1,58                |
| 2006  | 1 040 429  | 13 728               | 15 615        | -1 887               | 13,2                 | 15,0                  | -1,8              | 1,64                |
| 2007  | 1 038 028  | 13 990               | 15 741        | -1 481               | 13,5                 | 14,9                  | -1,4              | 1,71                |
| 2008  | 1 036 436  | 15 301               | 15 594        | -293                 | 14,8                 | 15,0                  | -0,2              | 1,80                |
| 2009  | 1 036 221  | 15 290               | 14 628        | 662                  | 14,8                 | 14,1                  | 0,7               | 1,88                |
| 2010  | 1 036 665  | 14 848               | 14 362        | 486                  | 14,3                 | 13,9                  | 0,4               | 1,85                |
| 2011  | 1 037 149  | 14 620               | 13 842        | 778                  | 14,1                 | 13,3                  | 0,8               | 1,81                |
| 2012  | 1 038 598  | 15 346               | 13 710        | 1 636                | 14,8                 | 13,2                  | 1,6               | 1,92                |
| 2013  | 1 039 958  | 14 700               | 13 666        | 1 034                | 14,1                 | 13,1                  | 1,0               | 1,86                |
| 2014  | 1 041 303  | 14 668               | 13 748        | 920                  | 14,1                 | 13,2                  | 0,9               | 1,87                |
| 2015  | 1 042 918  | 13 378               | 13 747        | -369                 | 12,8                 | 13,2                  | -0,4              | 1,74                |
| 2016  | 1 042 668  | 13 033               | 13 492        | -459                 | 12,5                 | 12,9                  | -0,4              | 1,73                |
| 2017  | 1 040 954  | 11 914               | 13 588        | -1 674               | 10,4                 | 13,0                  | -2,6              | 1,62                |
| 2018  | 1 038 457  | 11 270               | 13 710        | -2 440               | 10,9                 | 13,2                  | -2,3              | 1,56                |

### Structure par âge
0-14 ans: 19.8%  (hommes 105 948/femmes 99 360)
15-64 ans: 67.2%  (hommes 339 071/femmes 356 950)
65 ans et plus: 13.0%  (hommes 43 855/femmes 90 545) (2019 officiel)

### Âge médian
total: 36.9 ans 
homme: 34.5 ans 
femme: 39.3 ans  (2019 officiel)

### Villes
Les villes de l'oblast sont les suivantes (population estimée en 2009) :
- Loutsk (199 721)
- Kovel (67 021)
- Novovolynsk (52 764)
- Volodymyr-Volynskyï (38 117)
- Kivertsi (16 351)
- Rojychtche (13 415)
- Liouboml (10 221)
- Kamin-Kachyrskyï (11 447)
- Horokhiv (9 024)
- Oustylouh (2 164)
- Berestetchko (1 841)

Communes urbaines :
- Manevychi (10 957)
- Ratne (9 474)

## Lieux d'intérêt
Le lac Svitiaz du parc national de Chatsk, le Château de Loutsk et le parc national Tsoumanska Pouchtcha.

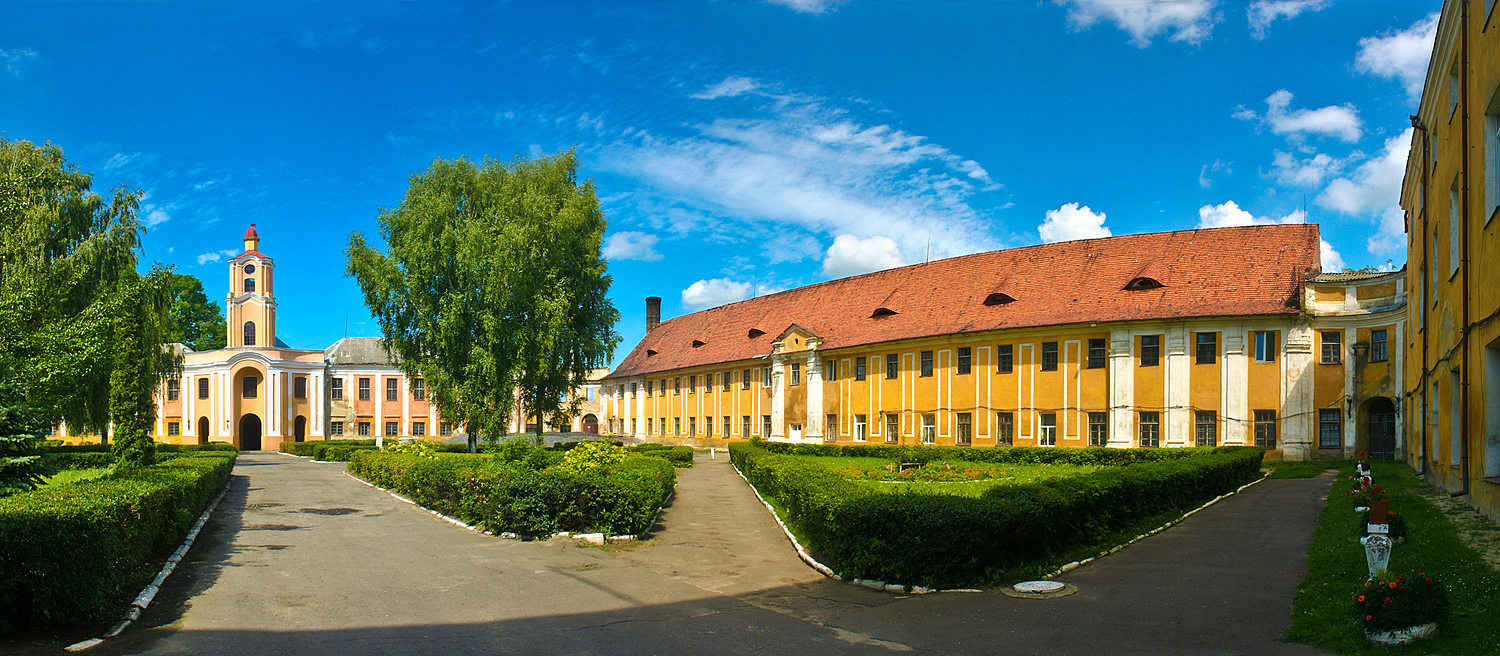
Le château d'Olyka, classée[4],[5],
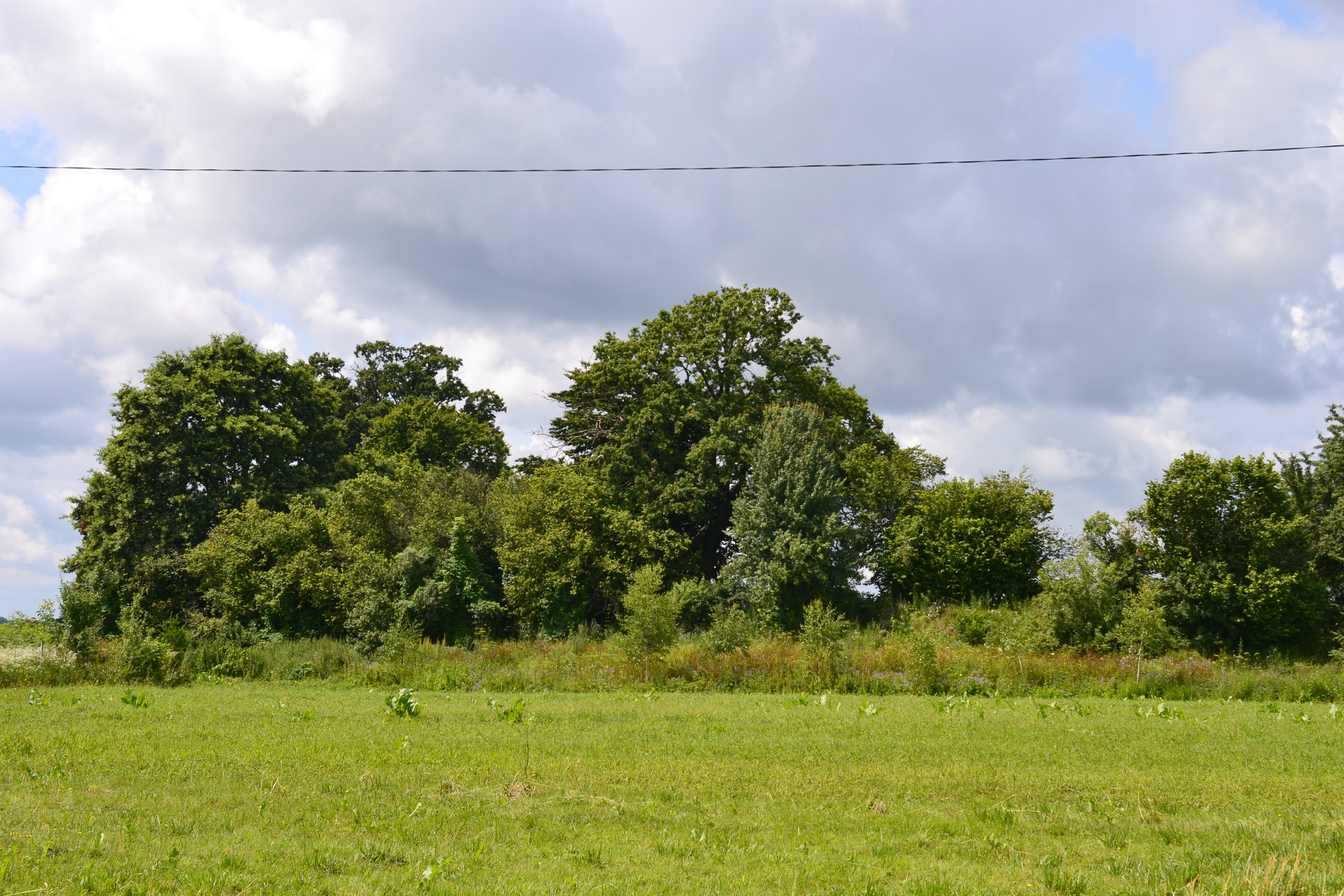
le site archéologique de Horodyshche, classé[6] ;
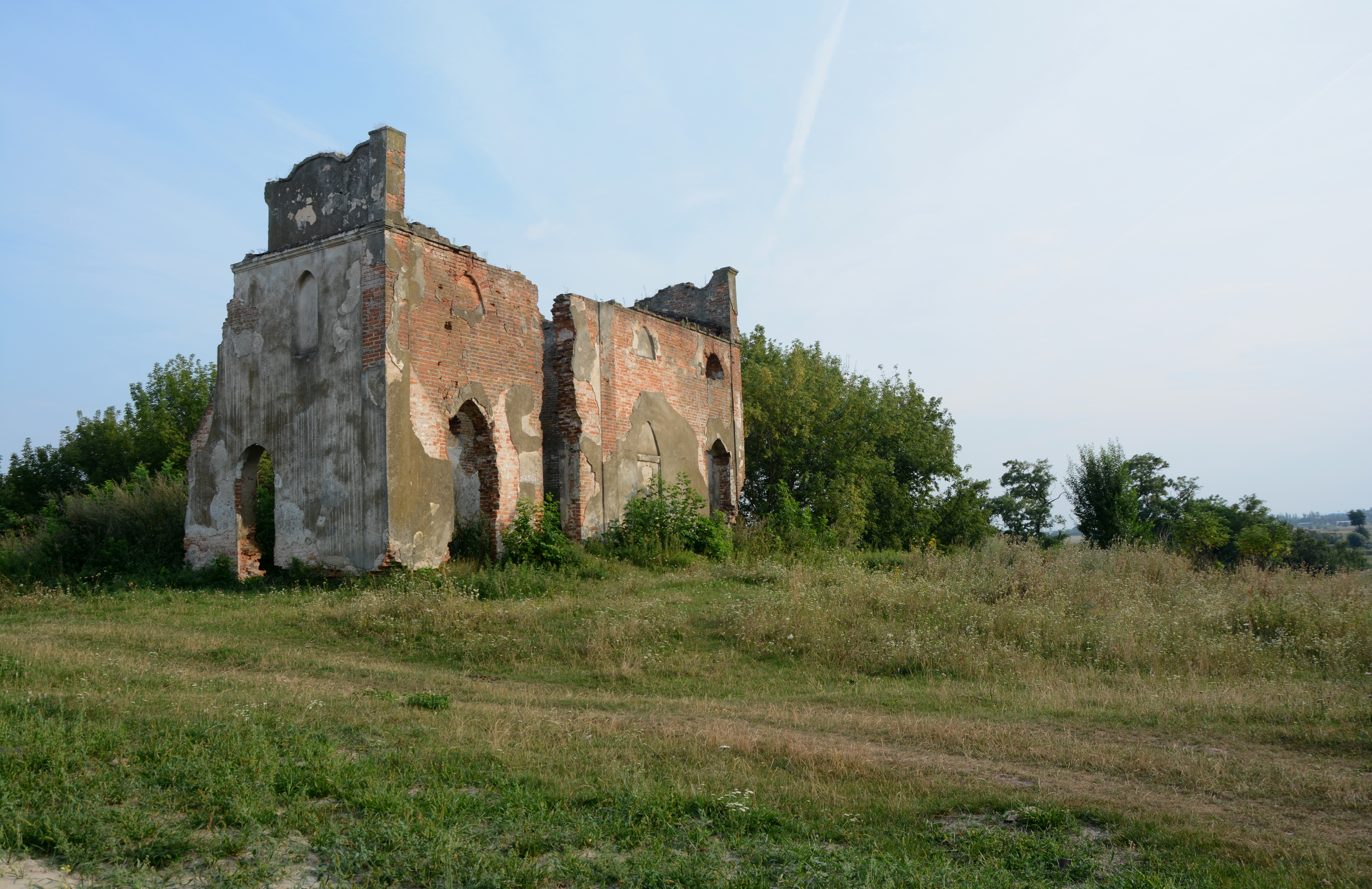
l'ancien château à Pyroulske, classé[7],
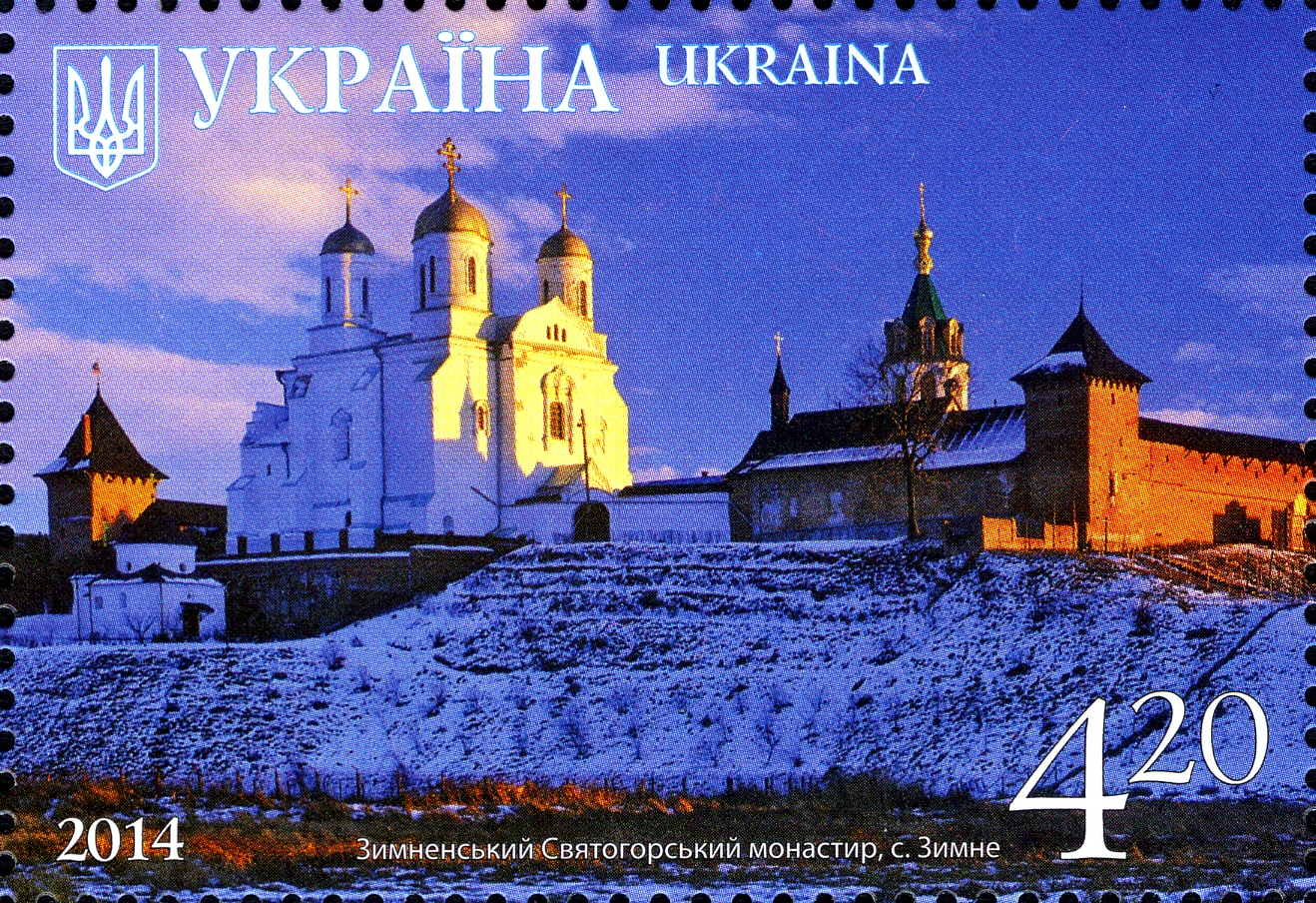
les églises de Zymne, classées,
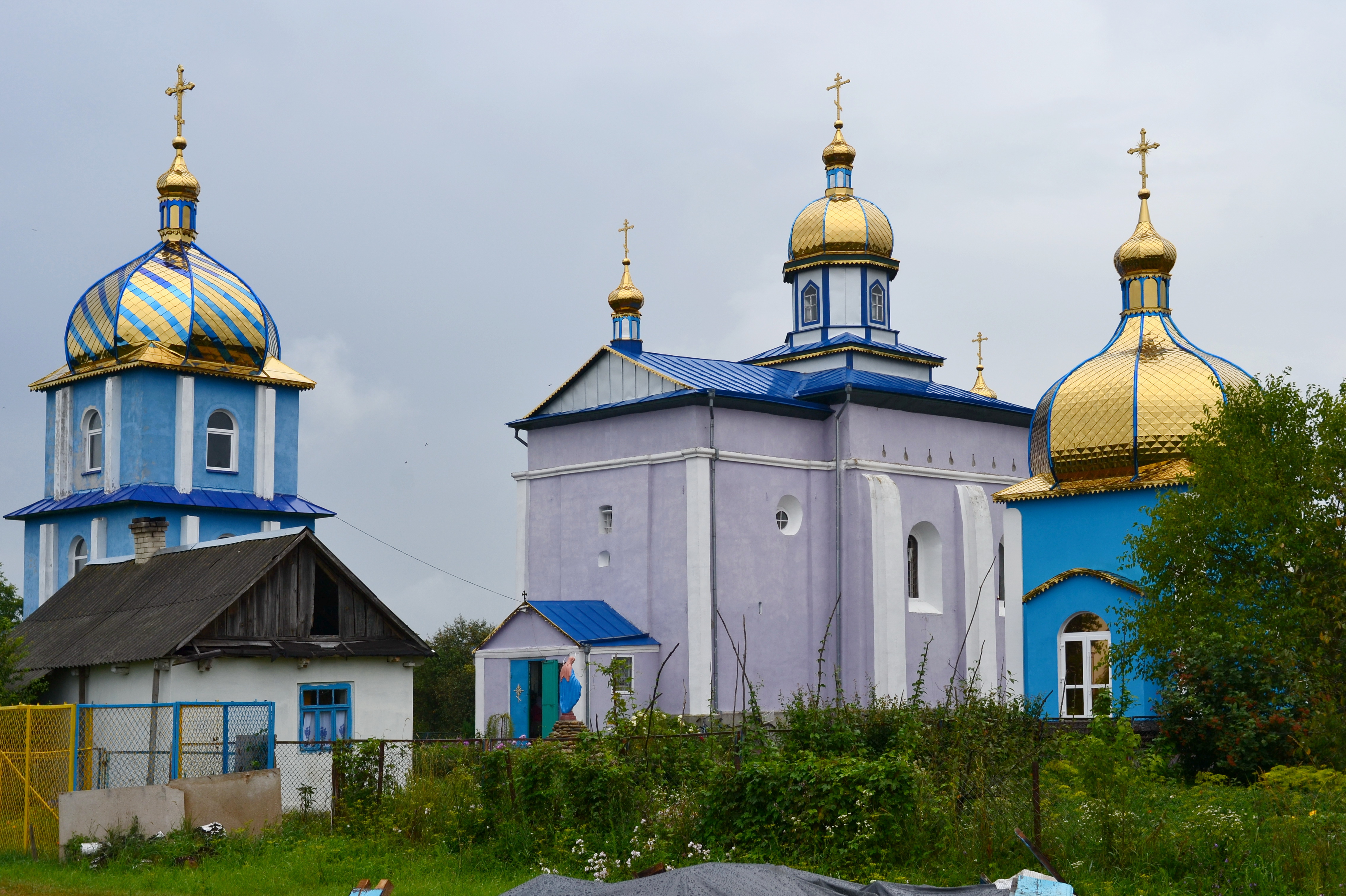
l'église de la Trinité de Trotsianets, classée[8].